# Minderbroederklooster (Delft)
Het Minderbroederklooster was een klooster van de franciscanen dat heeft gestaan in Delft van 1449 tot 1595. Op de plek waar het klooster stond is nu het plein de Beestenmarkt.

## Geschiedenis
In 1449 stichten de franciscanen het klooster en wordt minderbroederklooster of broerhuis genoemd. In oktober 1566 wordt het klooster tijdens de beeldenstorm volledig geplunderd en raakt zwaar beschadigd. De broeders wijken uit naar het vondelingenhuis aan de Broerhuislaan (de huidige zuidzijde van de Burgwal). Het klooster wordt hersteld en in 1572 wordt het weer bewoond door de broeders. Het is echter voor korte duur, want in datzelfde jaar kiest de stad voor het protestantisme en worden kloosters en kerken onteigend. In 1595 wordt het toch al beschadigde klooster afgebroken waardoor het huidige plein ontstaat.
Sint-Agathaklooster · Sint-Agnesklooster · Sint-Anneklooster · Bagijnhof · Sint-Barbaraklooster · Sint Bartholomeus in Jeruzalem · Cellebroedersklooster · Sint-Claraklooster · Sint-Hieronymusdal · Klooster Koningsveld · Maria Magdalenaklooster · Minderbroederklooster · Sint Ursulaklooster